# Nou
Nou – wieś w Rumunii, w okręgu Sybin, w gminie Roșia. W 2011 roku liczyła 1606 mieszkańców.